# マイケル・ガストン
マイケル・ガストン（Michael Gaston、1962年11月5日 - ）は、アメリカ合衆国の映画・テレビ俳優。連続テレビドラマ『プリズン・ブレイク』でエージェントのクイン役、CBSの連続テレビドラマ『ジェリコ 閉ざされた街』でグレイ・アンダーソン役、『ザ・ソプラノズ 哀愁のマフィア』エピソード1でトニー(ジェームズ・ガンドルフィーニ)とトラブルになる強迫神経症のギャンブラーのアレックス・マハフィー役などを演じている。『メンタリスト』でCBI局長ゲイル・バートラム役で準レギュラーとなっている。

## 経歴
映画『ブッシュ』でトミー・フランクス大将役を演じた。『ブリッジ・オブ・スパイ』、『サドン・デス』、『身代金』、『コップランド』、『13デイズ』、『クルーシブル』、『ダブル・ジョパディー』、『ハイ・クライムズ』、『Sugar』、『ワールド・オブ・ライズ』、『ブレス・ザ・チャイルド』など20本以上の映画に出演している。また『ザ・ソプラノズ 哀愁のマフィア』、『ザ・ホワイトハウス』、『ホミサイド/殺人捜査課』、『ロー&オーダー』、『LAW & ORDER:性犯罪特捜班』、『FRINGE/フリンジ』、『ザ・プラクティス ボストン弁護士ファイル』、『24 -TWENTY FOUR-』など数多くのテレビドラマに出演している。
『A Day in the Death of Joe Egg』などのブロードウェイ公演、『ヘンリー五世』、『Landscape of the Body』、『Fifty Ways』などのオフ・ブロードウェイ公演など様々な舞台にも出演している。

## 私生活
妻は脚本家のケイト・フォドアで、子が2人いる。
2017年10月10日、ワインスタイン効果によりハリウッドの複数の男性に対し性的暴力の申立が相次いでいた頃、ツイッターにて1992年に出演していた舞台の演出家にリハーサル中に性的に体を触れたことを告発した。

## 主なフィルモグラフィ

### 映画
| 年   | 日本語題 原題                                       | 役名                     | 備考                  |
| ---- | --------------------------------------------------- | ------------------------ | --------------------- |
| 1995 | サドン・デス Sudden Death                           | ヒッキー                 |                       |
| 1995 | サイバーネット Hackers                              | ボブ                     | 日本劇場未公開        |
| 1996 | 身代金 Ransom                                       | 刑事                     |                       |
| 1997 | コップランド Cop Land                               | ジャック・シックラー     |                       |
| 1999 | ダブル・ジョパディー Double Jeopardy                | カッター                 |                       |
| 2000 | ブレス・ザ・チャイルド Bless the Child              | フランク・ブガッティ     |                       |
| 2002 | エデンより彼方に Far from Heaven                    | スタン・ファイン         |                       |
| 2002 | ハイ・クライムズ High Crimes                        | ルーカス・ワルドロン     |                       |
| 2008 | ワールド・オブ・ライズ Body of Lies                 | ホリディ                 |                       |
| 2008 | ブッシュ W.                                         | トミー・フランクス将軍   |                       |
| 2010 | インセプション Inception                            | 入国審査官               |                       |
| 2012 | だれもがクジラを愛してる。 Big Miracle              | ポーター・ベックフォード |                       |
| 2015 | ブリッジ・オブ・スパイ Bridge of Spies              | ウィリアムズ             |                       |
| 2019 | トーゴー Togo                                       | ジョー・デクスター       |                       |
| 2017 | 魂のゆくえ First Reformed                           | エドワード・バルク       |                       |
| 2018 | 君はONLY ONE Irreplaceable You                      | 店主                     |                       |
| 2020 | スペンサー・コンフィデンシャル Spenser Confidential | ジョン・ボイラン         | Netflixオリジナル映画 |
| 2021 | 星の消えた空に A Mouthful of Air                    | ロン                     |                       |

### テレビシリーズ
| 年        | 日本語題 原題                                          | 役名                       | 備考                               |
| --------- | ------------------------------------------------------ | -------------------------- | ---------------------------------- |
| 1998      | スピン・シティ Spin City                               | 刑事                       | 第3シーズン 第6話                  |
| 2002      | アリー my Love Ally McBeal                             | マーク・ホラス             | 第5シーズン 第16話、第17話         |
| 2005      | プリズンブレイク Prison Break                          | クイン                     | 第1シーズン 第10話、第11話         |
| 2007-2012 | ダメージ Damages                                       | ロジャー・カステル         | 計8話出演                          |
| 2008      | フリンジ FRINGE                                        | サンフォード・ハリス       | 計3話出演                          |
| 2009-2013 | マッドメン Mad Men                                     | バート・ピーターソン       | 計4話出演                          |
| 2010      | 24 -TWENTY FOUR- 24                                    | デヴィッド・ブラッカー将軍 | 計2話出演                          |
| 2010-2013 | メンタリスト The Mentalist                             | ゲイル・バートラム         | 計17話出演                         |
| 2011-2012 | アンフォゲッタブル 完全記憶捜査 Unforgettable          | マイク・コステロ           | 計22話出演                         |
| 2012-2013 | ラスト★リゾート 孤高の戦艦 Last Resort                 | バートン・シンクレア       | 計5話出演                          |
| 2014      | エレメンタリー ホームズ&ワトソン in NY Elementary      | カート                     | 第2シーズン第22話「48時間」        |
| 2014      | LEFTOVERS/残された世界 The Leftovers                   | ディーン                   | メインキャスト                     |
| 2014      | 殺人を無罪にする方法 How to Get Away with Murder       | ヘンリー・ウィリアムズ     | 第1シーズン第1話「無敗の弁護士」   |
| 2015      | ブラインドスポット タトゥーの女 Blindspot              | トム・カーター             |                                    |
| 2015      | PERSON of INTEREST 犯罪予知ユニット Person of Interest | マイク                     | 第4シーズン第12話「コントロール」  |
| 2015-     | 高い城の男 The Man in the High Castle                  | マーク・サンプソン         |                                    |
| 2016      | BONES -骨は語る- Bones                                 | ウォーカー警護官           | 第11シーズン第17話「命懸けの忠誠」 |
| 2018      | ジャック・ライアン Tom Clancy’s Jack Ryan              | アメリカ合衆国大統領       |                                    |
| 2019      | トレッドストーン Treadstone                            | ダン・レヴィーン           |                                    |
| 2022      | バツイチ男の大ピンチ! Fleishman Is in Trouble          | ドクター・バータック       | リカーリング                       |